# TLX1
TLX1‏ (T cell leukemia homeobox 1) هوَ بروتين يُشَفر بواسطة جين TLX1 في الإنسان.